# Thomas Kronenes
Thomas Kronenes (ur. 16 września 1975 w Stord, Hordaland), znany również jako Pest – norweski muzyk, kompozytor, wokalista i instrumentalista. Thomas Kronenes działalność artystyczną rozpoczął w 1989 roku w zespole Obtained Enslavement, w którym pełnił funkcję basisty i wokalisty. Popularność zyskał jednak jako wokalista grupy muzycznej Gorgoroth. Muzyk współpracował ponadto z zespołami Octagon oraz Blood Stained Dusk.

## Dyskografia
- Obtained Enslavement - Centuries of Sorrow (1994, Likstøy Music)
- Gorgoroth - Antichrist (1996, Malicious Records)
- Obtained Enslavement - Witchcraft (1997, Wounded Love Records)
- Gorgoroth - Under the Sign of Hell (1997, Malicious Records)
- Obtained Enslavement - Soulblight (1998, Napalm Records)
- Gorgoroth - Destroyer (1998, Nuclear Blast)
- Obtained Enslavement - The Shepherd and the Hounds of Hell (2000, Napalm Records)
- Blood Stained Dusk - Black Faith Inquisition (2008, Moribund Records)
- Gorgoroth - Quantos Possunt ad Satanitatem Trahunt (2009, Regain Records)
- Octagon - The Lesion Kult (2011, Regimental Records)
- Gorgoroth - Under the Sign of Hell 2011 (2011, Regain Records)